# Halaq ash Shuqayq
 Halaq ash Shuqayq  (arabă حلق الشقيق) oraș este un oraș din Guvernoratul Madaba din nord-vestul Iordaniei.